# Elosuchus

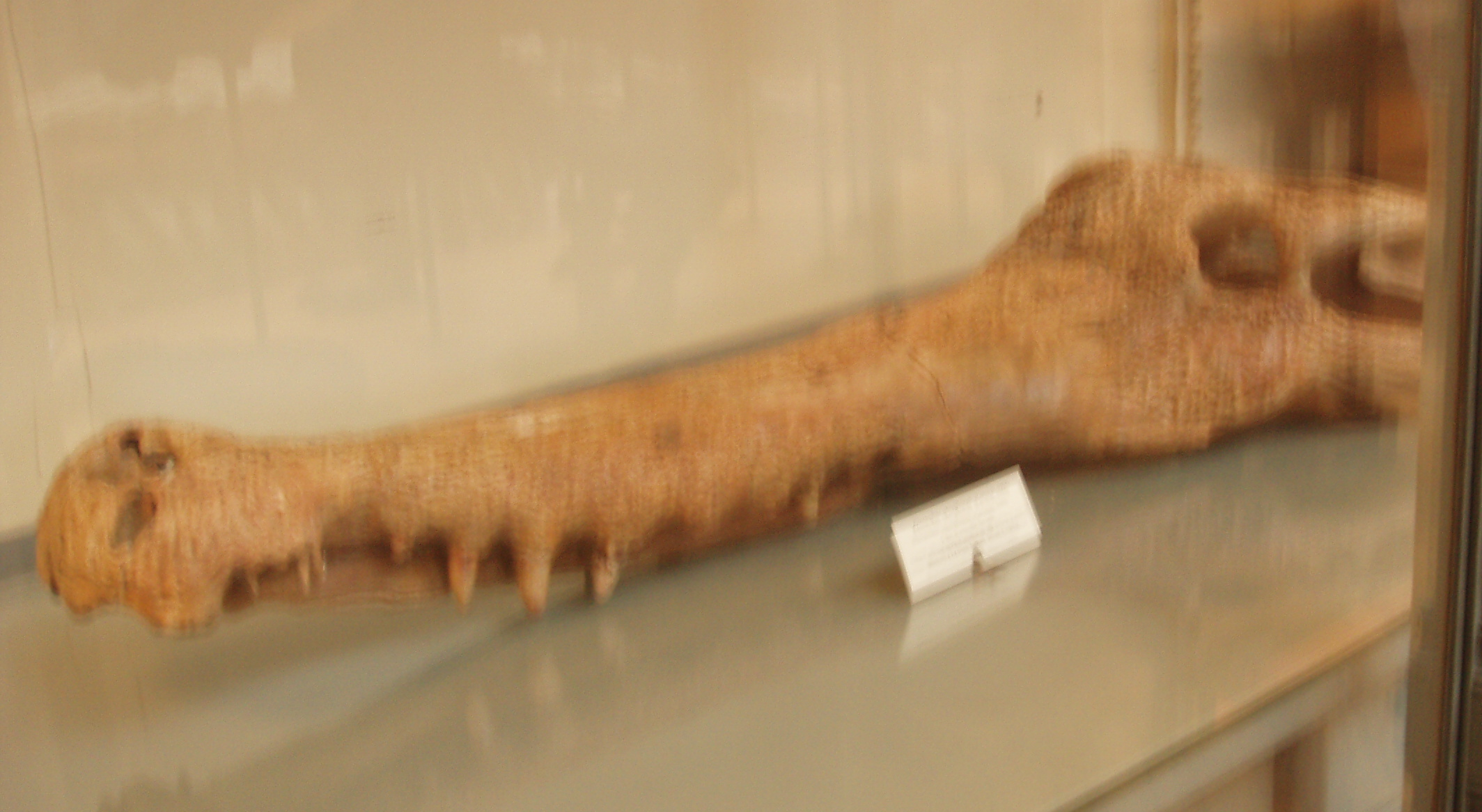
Cráneo de Elosuchus cherifiensis.

Elosuchus es un género extinto de crocodiliforme neosuquio que vivió durante el Cretácico Inferior de lo que ahora es el norte de África (Marruecos, Argelia y Níger).
El género contiene dos especies, E. cherifiensis de Argelia y Marruecos, anteriormente descrita como una especie de Thoracosaurus por Lavocat, y E. felixi de Níger. El género ha sido reconocido como separado de Thoracosaurus por Broin en 2002, quien creó la familia Elosuchidae que también contiene al género Stolokrosuchus de Níger.
Elosuchus tenía un hocico alargado como un gavial y era probablemente un animal completamente acuático.